# Тревелл, Джанет Грэм
Джанет Грэм Тревелл (17 декабря 1901 — 1 августа 1997) — американский врач и медицинский исследователь, исследовательница концепции триггерных точек как причины костно-мускульных болей. Являлась персональным врачом Джона Ф. Кеннеди.

## Биография
Родилась в 1901 году в семье Джона Вилларда и Джанет Элиза (Дэвидсон) Трэвелл. Находясь под сильным влиянием своего отца, Трэвелл приняла решение построить карьеру в медицине. В июне 1939, в Нью-Йорке, Джанет вышла замуж за инвестиционного консультанта Джона Вильяма Гордона Пауэлла. У них родились две дочери — Джанет и Вирджиния. В возрасте 95 лет Трэвелл умерла от сердечного приступа у себя в доме Нортгемптоне (штат Массачусетс).
Она известна как персональный врач Джона Ф. Кеннеди и исследователь концепции триггерных точек как причины костно-мускульных болей.

## Карьера
За время своей работы Трэвелл открыла методы лечения миофасциальных болей, включая сухое иглоукалывание.
Её карьера началась с обучения в Колледже Уэллсли и продолжив учёбу в аспирантуре, получила звание доктора медицины в [[[:en:Weill Cornell Medicine|Корнельском университетском медицинском колледже]]] в Нью-Йорке. К моменту окончания учёбы в 1926 году Трэвелл имела за плечами два года клинической ординатуры в Нью-Йорка, одновременно работая хирургом скорой медицинской помощи при полиции Нью-Йорка. После завершения ординатуры Трэвелл стала научным сотрудником [[[:en:Bellevue Hospital|Госпитального центра Белвью]]], где изучила реакцию на наперстянку у пациентов с лобарной пневмонией. После окончания учёбы, доктор Трэвелл вернулась в Корнельский университет, и работала инструктором в Отделе фармакологии, а затем в качестве доцента клинической фармакологии. Работая в Корнелле, она также выступала в качестве консультанта по кардиологии в [[[:en:Seaview Hospital|Seaview Hospital]]] на острове Стейтен.
Травелл получила грант от фонда Джоузи Мейси-младшего, и изучала артериальные заболевания в Медицинском центре Бет-Изрейел в Нью-Йорке с 1939 по 1941 год. Именно во время её пребывания в Бет-Изрейел она впервые заинтересовалась скелетно-мышечными болями, которые определили её более позднюю карьеру. В её исследованиях были получены новые методы анестезии для лечения болезненных состояний — болей в пояснице судорог мышц, которые оказались очень успешными. Методы Трэвелл включали использование местной инъекции прокаина и [[[:en:Freeze spray|замораживания]]] для облегчения боли. Спреи по-прежнему популярны в спортивной медицине.
Успех в области облегчения боли в скелетных мышцах, в результате которого Трэвелл стал первой женщиной персональным [[[:en:Physician to the President|врачом президента]]]. Трэвелл называли личным хирургом-ортопедом сенатора Джона Ф. Кеннеди. Кеннеди страдал от ужасной боли в результате инвазивных операций на позвоночнике, связанных с травмами, полученными во время Второй мировой войны. Когда Кеннеди выиграл президентские выборы в 1960 году, он назначил её своим личным врачом. В её лечение включалось использование кресла-качалки для облегчения боли в спине, популяризации чего способствовало изображение Кеннеди на кресле-качалке в Овальном кабинете. Она продолжала служить личным врачом президента после убийства Джона Ф. Кеннеди, при его преемнике Линдоне Б. Джонсоне, но в 1965 году решила покинуть Белый дом.
Являясь личным врачом президента, Трэвелл также работала в качестве младшего профессора клинической медицины в Университете Джорджа Вашингтона с 1961 года. Даже после ухода из Белого дома она продолжала преподавать в университете. Она занимала должности младшего профессора клинической медицины 1961—1970 гг., почётного профессора медицины 1970—1988 гг, почётного профессора клинической медицины с 1988 года до её смерти в 1997 году. Трэвелл до самой смерти оставалась активной в медицинской области: писала статьи, читала лекции, и участвовала в конференциях.

## Исследования
Её личный интерес побудил её исследовать, объяснить и изложить феномен миофасциального болевого синдрома, вторичного по отношению к [[[:en:Myofascial trigger point|триггерной точке]]], впервые описанной в 1920-х годах доктором Дадли Дж. Мортоном. Она обратила внимание на роль «Пальца Мортона» и его влияние на возникновение физической боли по всему телу.
Исследование Трэвелл описано в более чем 100 научных статьях, а также известной соавторской книге с Дэвидом Г. Саймонсом: «Миофасциальная боль и дисфункция. Руководство по триггерным точкам». Она также написала автобиографию «Часы работы: день и ночь», которая проливает свет на её карьеру и жизнь.

### Публикации
- Travell J. G., Simons D. G. Myofascial Pain and Dysfunction: The Trigger Point Manual. — Lippincott Williams & Wilkins, 1992. — 660 с. — ISBN 978-0-683-08367-5.
- Greiner T., Gold H., Cattell M., Travell J., Bakst H., Rinzler S. H.,  Benjamin Z. H., Warshaw L. J., Bobb A. L., Kwit N. T., Modell W., Rothendler H. H., Messeloff C. R., Kramer M. L. A method for the evaluation of the effects of drugs on cardiac pain in patients with angina of effort: A study of khellin (Visammin) (англ.) // The American Journal of Medicine. — 1950. — Vol. 9, iss. 2. — P. 143–155. — ISSN 0002-9343. — doi:10.1016/0002-9343(50)90017-9.
- Weeks V. D., Travell J. Postural vertigo due to trigger areas in the sternocleidomastoid muscle (англ.) // The Journal of Pediatrics. — 1955. — Vol. 47, iss. 3. — P. 315–327. — ISSN 0022-3476. — doi:10.1016/S0022-3476(55)80006-6.
- Travell J. Factors affecting pain of injection (англ.) // Journal of the American Medical Association. — 1955-06-04. — Vol. 158, iss. 5. — P. 368–371. — ISSN 0002-9955. — doi:10.1001/jama.1955.02960050010002.

## Цитата
«Я жила в очень особенном мире — мире любви и безопасности; красоты и спокойствия; возможности, приключений и разнообразия; вызовов и достижений; а также признания моих современников. У меня было достаточно того, что я хотела, но без избытка.» Доктор Травел, авторская заметка «Часы работы: день и ночь», 1968.